# Jeannot Szwarc
Jeannot Szwarc   (6è districte de París, 21 de novembre de 1937 - Loches, 14 de gener de 2025) va ser un director de cinema i televisió francès, conegut per pel·lícules com Jaws 2, En algun lloc del temps, Supergirl i Santa Claus: The Movie.

## Biografia
Va començar a treballar com a director a la televisió dels Estats Units d'Amèrica durant la dècada de 1960, en particular a Ironside. També va dirigir episodis de The Rockford Files, Kojak, Night Gallery, JAG, Bones, Castle, Numbers, Columbo, Herois, i dotzenes d'altres sèries.
Entre els seus llargmetratges destaquen Bug (1975), Jaws 2 (1978), En algún lloc del temps (1980), Supergirl (1984) i Santa Claus: The Movie (1985). Des de llavors, ha dirigit principalment pel·lícules i sèries de televisió.
El 2003, Szwarc es va unir a l'equip de la sèrie de televisió The WB/CW Smallville com a director. Un dels episodis principals que va dirigir va ser «Homecoming», l'episodi número 200 de la sèrie. Szwarc va codirigir, amb Miguel Sapochnik, la cinquena i última temporada estrena de la sèrie de ciència-ficció/crim Fringe.

## Filmografia seleccionada

### Llargmetratges
- 1973 - Extreme Close-Up
- 1975 - Bug
- 1978 - Jaws 2
- 1980 - En algún lloc del temps
- 1982 - Enigma
- 1984 - Supergirl
- 1985 - Santa Claus: The Movie
- 1988 - Honor Bound
- 1994 - La Vengeance d'une blonde
- 1996 - Hercule et Sherlock
- 1997 - Les soeurs Soleil

### Telefilms
- 1972 - Night of Terror
- 1972 - The Weekend Nun
- 1973 - The Devil's Daughter
- 1973 - You'll Never See Me Again
- 1973 - Lisa, Bright and Dark
- 1973 - A Summer Without Boys
- 1974 - The Small Miracle
- 1975 - Something Wonderful Happens Every Spring
- 1975 - Crime Club
- 1977 - Code Name: Diamond Head
- 1986 - Els assassinats del carrer Morgue
- 1987 - Grand Larceny
- 1990 - Have a Nice Night
- 1991 - Mountain of Diamonds
- 1995 - Schrecklicher Verdacht
- 1995 - The Rockford Files: A Blessing in Disguise
- 1996 - The Rockford Files: If the Frame Fits...

### Sèrie de televisió
- Ironside (2 episodis)
- It Takes a Thief (3 episodis)
- Alias Smith and Jones (1 episodi)
- Baretta (4 episodis)
- The Rockford Files (3 episodis)
- The Six Million Dollar Man (1 episodi)
- Kojak (13 episodis)
- Night Gallery (19 episodis)
- Columbo: Lovely but Lethal (1 episodi)
- The Twilight Zone (2 episodis)
- Prigioniera di una vendetta mini-sèrie
- Seven Days (1 episodi)
- Providence (1 episodi)
- JAG (19 episodis)
- The Practice (18 episodis)
- Philly (1 episodi)
- CSI: Miami (1 episodi)
- Ally McBeal (5 episodis)
- Smallville (14 episodis)
- Without a Trace (12 episodis)
- Boston Legal (2 episodis)
- Herois (6 episodis)
- Cold Case (7 episodis)
- Bones (10 episodis)
- Supernatural (5 episodis)
- Designated Survivor (1 episodi)
- Raising the Bar (3 episodis)
- Numbers (1 episodi)
- Grey's Anatomy (7 episodes)
- Fringe (7 episodis)
  - The Protector (1 episodi)
- Private Practice (4 episodis)
- Scandal (2 episodis)
- Castle (4 episodis)
- Criminal Minds: Beyond Borders (1 episodi)